# 甘雨亭

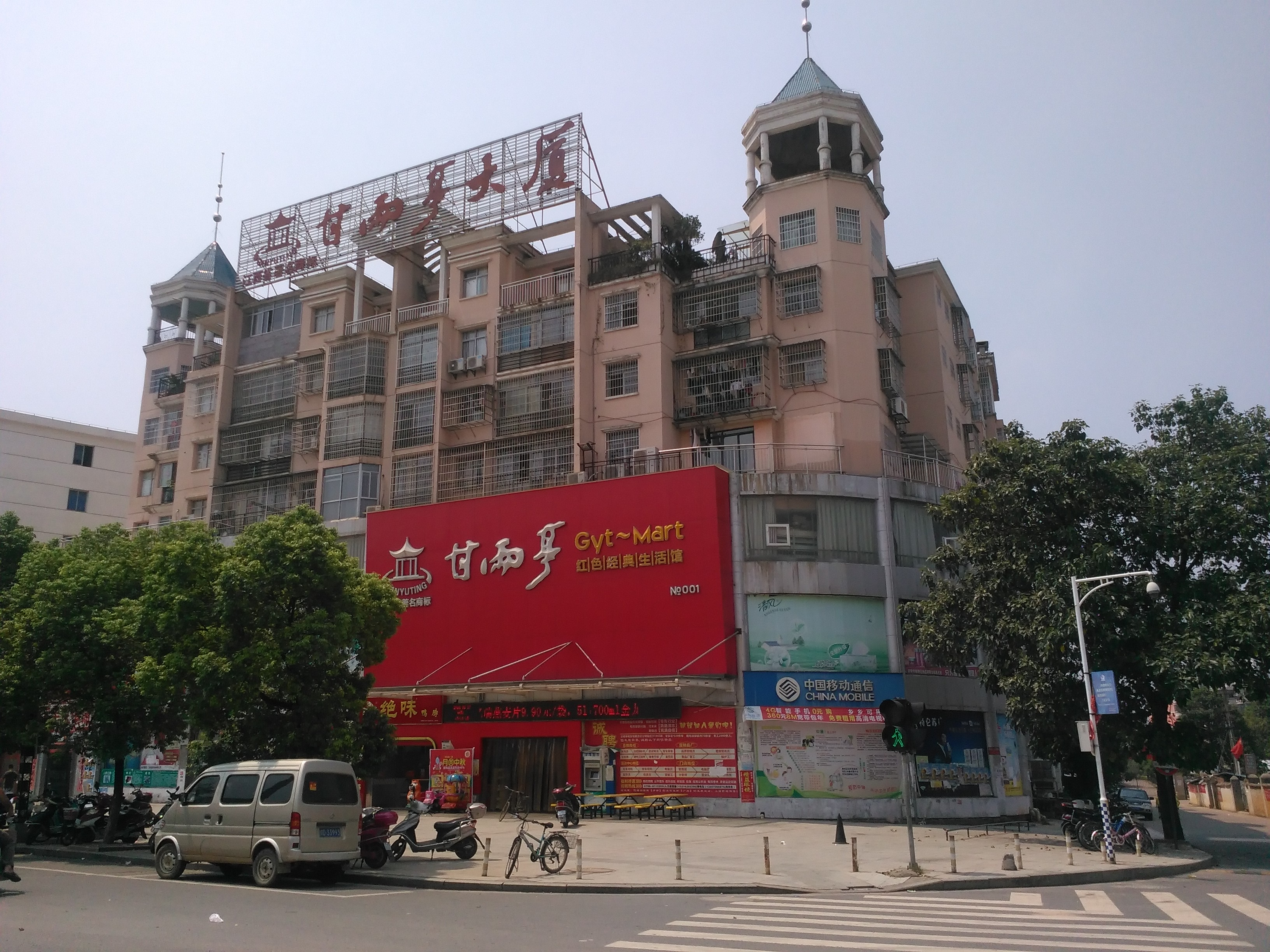
甘雨亭第1店与总部

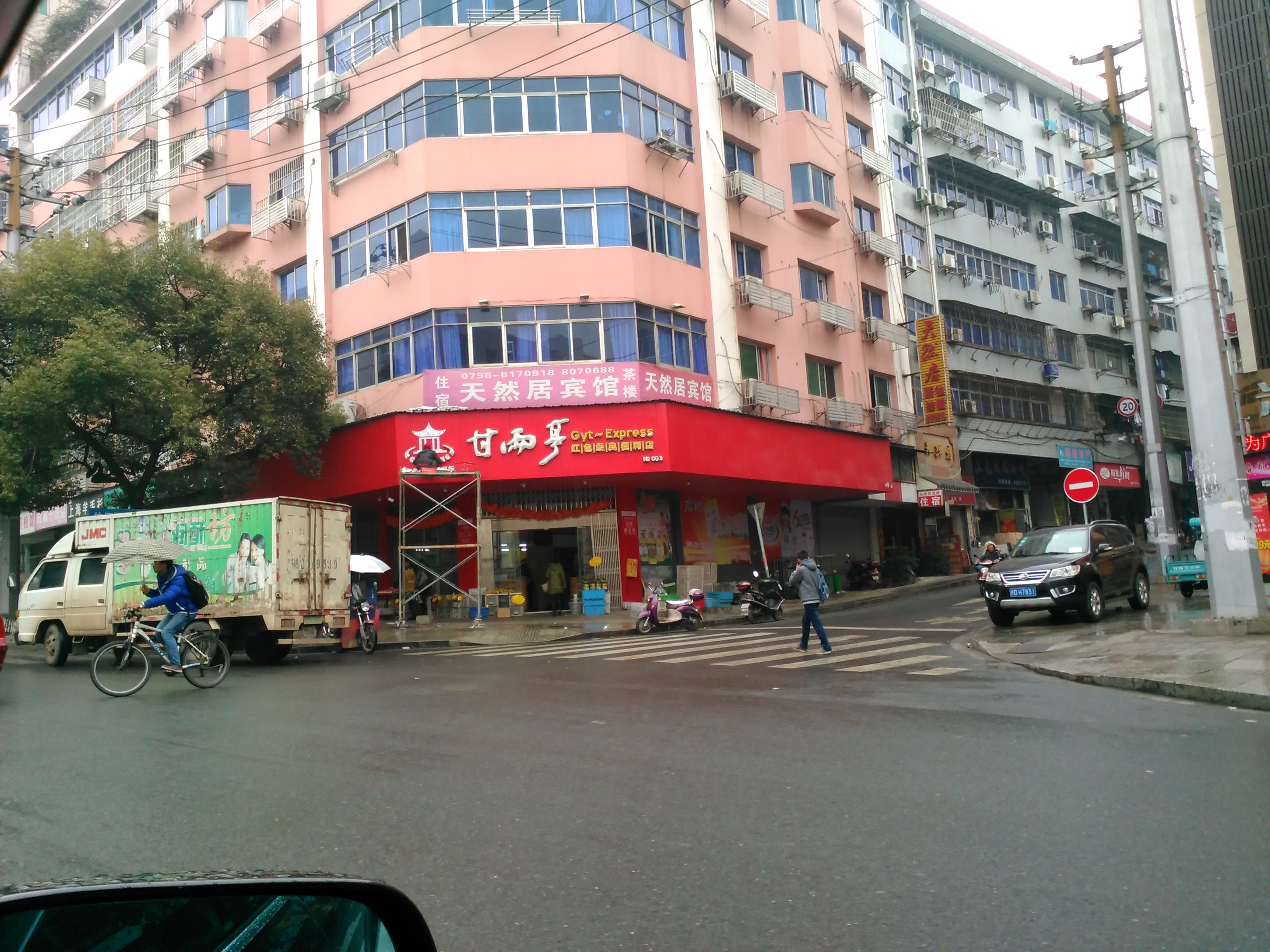
甘雨亭第3店

甘雨亭商貿有限责任公司是一家江西吉安交易所上市的公司，总部在青原区。 甘雨亭有左右2,000个工人与67家门店。 
2012年甘雨亭有四舍五入争议。
2013年甘雨亭与国光成為新对手。